# Allegorie der Tulipomanie
Allegorie der Tulipomanie ist ein satirisches Gemälde Jan Brueghels des Jüngeren aus den 1640er Jahren. Thema des Ölgemäldes auf Holz ist die Tulpenmanie in den Niederlanden des 17. Jahrhunderts. Die Maße betragen 30 × 47,5 cm. Es wurde 2011 im Auktionshaus Im Kinsky versteigert und befindet sich in Privatbesitz. Eine ähnliche Version gehört zur Sammlung des Frans Hals Museums in Haarlem, zwei weitere in Privatbesitz.

## Das Gemälde

### Aufbau und Technik
Vorder- und Mittelgrund werden von vermenschlichten Affen dominiert, nur vor dem Wohn- oder Bauernhaus im Mittelgrund sind drei echte Menschen zu sehen – mit dieser menschlichen Anwesenheit unterscheidet das Gemälde sich übrigens auffällig von den drei übrigen bekannten Varianten. Das linke Bildviertel nimmt fast zur Gänze die überwölbte Loggia eines palastartigen Gebäudes ein. Am Wohnhaus und einer Baumgruppe vorbei verläuft diagonal ein Bach- oder Flusslauf zu einem See mit Wasserschloss. Dahinter und am rechten Ufer befindet sich Wald.
Es ist eine Ölmalerei auf Holz (parkettiert). Der Vordergrund ist in dunklen, erdigen Tönen gehalten, der Mittelgrund in Grüntönen und die Ferne des Himmels in sehr zarten Blau- und Weißtönen. Damit verstärkt der Maler den Eindruck räumlicher Tiefe.

### Deutung und Geschichte
Das Bild und seine Varianten (unten) gehören zur Gattung der sogenannten Singerie (von französisch singe = Affe), also der allegorischen Darstellung von Affen. Diese galten in der Renaissance als satirische Versinnbildlichung menschlicher Gier und Dummheit. Das Bildthema ist der in den Niederlanden der 1630er Jahre grassierende Tulpenwahn.
Unter einer eingewölbten Loggia tafelt eine Affengesellschaft, ein „Kaufmann“ im grünen Wams bahnt eben ein neues Geschäft an, ein orange-gelbfarben gekleideter Affe hat sein ganzes Vermögen in eine freudig präsentierte Tulpe investiert und ein Buchhalteraffe wiegt Tulpenzwiebeln mit Gold auf. Rechts verhaut eine in eine Tipheuke gekleidete Affendame ihren Mann, der offenbar das ganze Geld für Tulpen ausgegeben hat, dahinter weint jemand in ein Taschentuch. Eine Gruppe in rote Kapuzenmäntel gehüllter, ja vermummter, Affen im Mittelgrund hat offenbar eine wertvolle Tulpe gestohlen, rechts davon fechten enttäuschte Spekulanten gegeneinander. Rechts im Vordergrund wird ein Affe, der sein Geld verspekuliert hat, zum Richter geführt und direkt davor uriniert ein anderer auf die teuerste Tulpensorte. Dies ist vielleicht die Verbildlichung eines niederländischen Sprichwortes über die Illusion, Unmögliches zu erreichen.
Das Bild befand sich seit den 1920er Jahren in einer österreichischen Privatsammlung. 2011 wurde es Jan Brueghel dem Jüngeren zugeschrieben und im Wiener Auktionshaus Im Kinsky versteigert. Gutachter war Klaus Ertz. Der Ausrufungspreis betrug 25.000 Euro, den Zuschlag um 74.000 Euro (mit Aufgeld 92.500) erhielt ein französischer Telefonbieter.

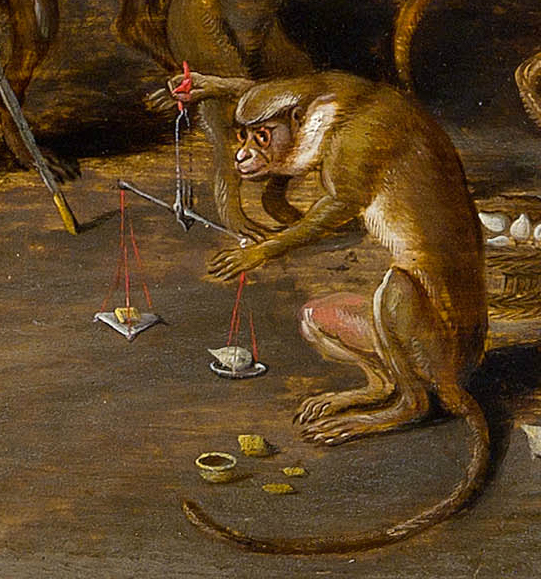
Mit Gold aufgewogene Zwiebel
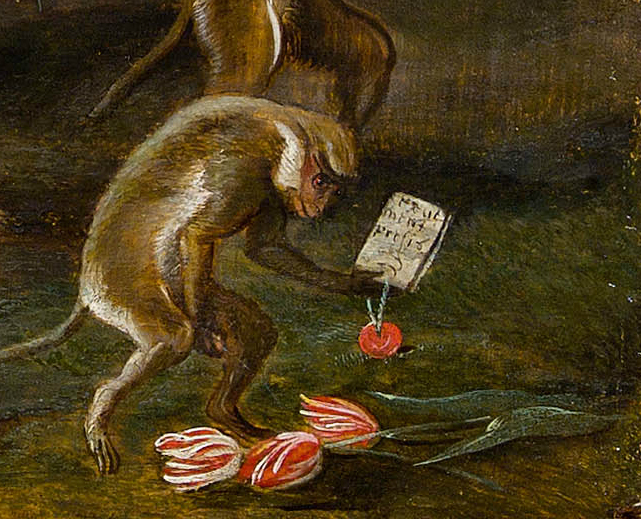
Urinierender Affe
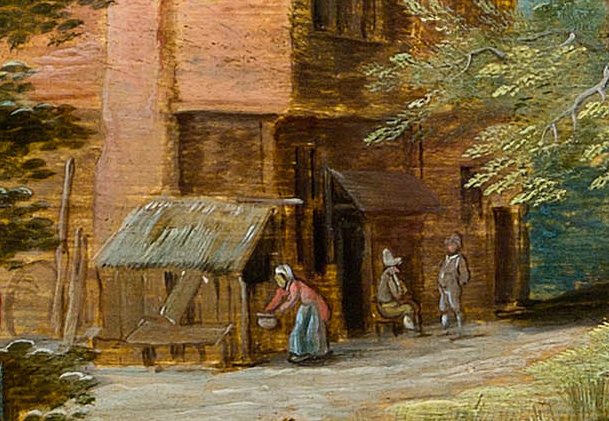
Drei Menschen

## Andere Versionen

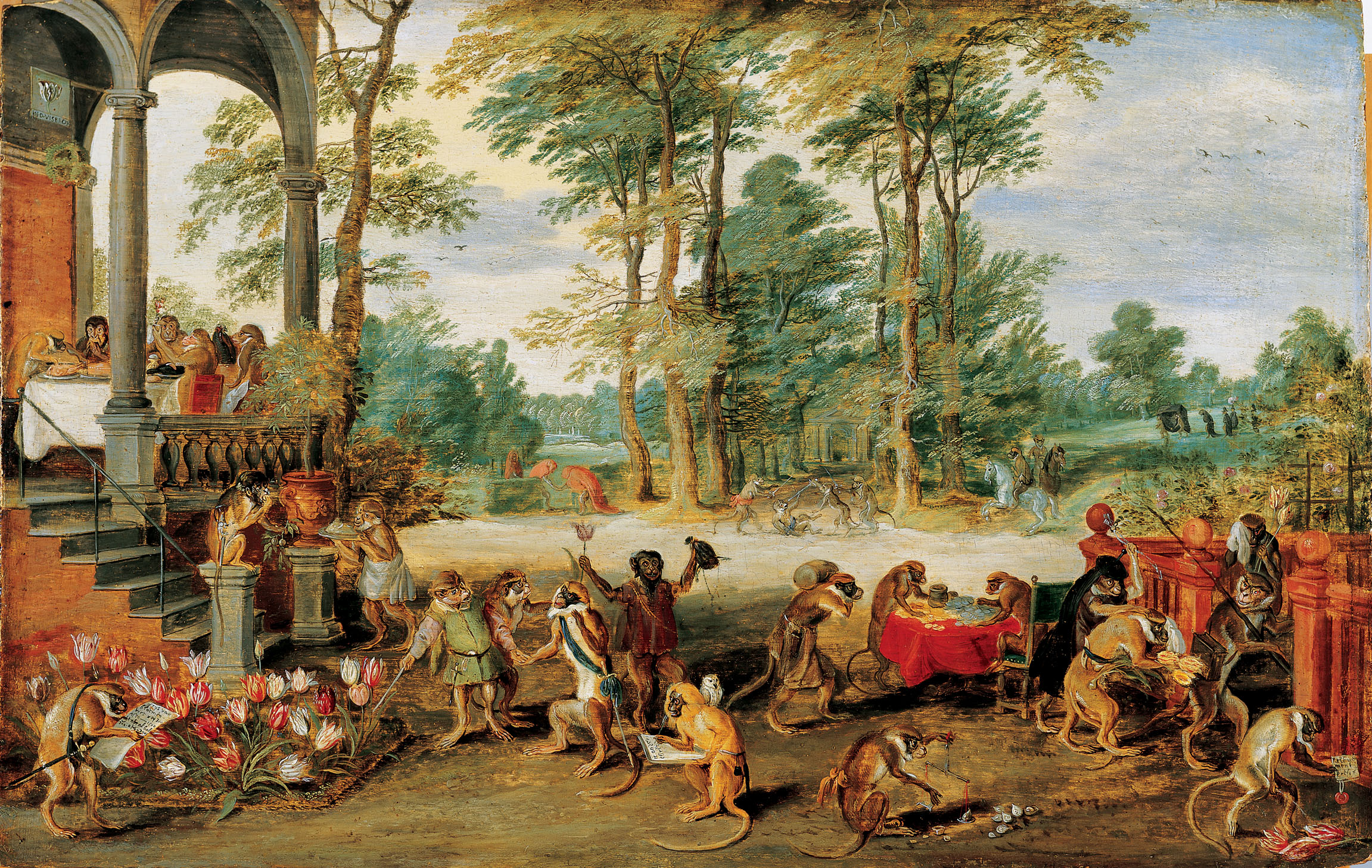
Jan Brueghel d. J.: Satire op de Tulpomania, Öl auf Holz, 31 × 49 cm, Frans Hals Museum, Haarlem

Es gibt noch drei andere Fassungen, eine davon befindet sich als Satire op de Tulpomania (Persiflage auf die Tulpomanie) im Frans Hals Museum im niederländischen Haarlem. Die Haarlemer Fassung unterscheidet sich von der Kinsky-Version vor allem durch eine andere, park-artige Hintergrundlandschaft, ganz ohne menschliche Figuren. Die Szene im Vordergrund ist ähnlich, aber mit kleinen Differenzen in den Details. Im Hintergrund rechts ist hier zusätzlich eine Art Trauerzug mit schwarz vermummten Affen zu sehen. Die Malerei wirkt duftiger und legerer, das Kolorit ist etwas heller, besonders in den Braun- und Ockertönen des Vorder- und Mittelgrundes.
Ein drittes Bild wurde im Mai 2013 bei Christie’s zu einem Preis von 259 500 Euro versteigert (siehe unten). Der Bildaufbau ist im Vergleich zu den beiden Fassungen von Haarlem und Kinsky teilweise umgekehrt, die Loggia mit den dinierenden Affen liegt hier auf der rechten Seite und ist offenbar eine Art freistehender Pavillon, die ihren Mann schlagende Affendame erscheint nicht rechts, sondern links. Den Hintergrund bildet ein wiederum ganz anders gestalteter Park mit einem Ausblick auf eine Stadt, links in der Ferne. Das Bild hat ein etwas anderes Format und wirkt beinahe, als wenn es auf beiden Seiten beschnitten worden wäre, was seinerzeit häufiger gemacht wurde. Wie in Haarlem sind auf dieser Version nur Affen dargestellt.
Eine vierte Version, die im Format kleiner als die anderen drei Varianten ist, wurde im Juni 2020 im Wiener Dorotheum zu einem Preis von 344 900 Euro versteigert. Obwohl offenbar im selben (oder einem ähnlichen) Stil gemalt wie die ersten beiden Versionen, unterscheidet sie sich erheblich von den zuvor besprochenen Fassungen: Das Hauptgeschehen im Vordergrund spielt sich hier im Inneren einer ebenerdigen, blaugrün ausgemalten Loggia ab, die ironischerweise mit Tulpen-Gemälden geschmückt ist und rechts einen Ausblick in eine wesentlich kleinere Landschaft freigibt. Wie die Haarlemer und die Christie’s-Version ist auch dieses Bild ausschließlich von Affen bevölkert, die teilweise etwas anders gruppiert sind; ganz neu ist hier eine Gruppe kartenspielender Affen im Hintergrund. Wie in der Haarlem-Version gibt es auch hier einen schwarzen Trauerzug.
Alle genannten Bilder sind offenbar nicht signiert und werden von dem Brueghel-Spezialisten Klaus Ertz Jan Brueghel dem Jüngeren zugeschrieben, mit einer Entstehungszeit um 1640. Andere stufen zumindest die Herkunft der Christie’s-Version vorsichtiger als „möglicherweise aus der Werkstatt Jan Brueghels d. J.“ ein.

## Bildergalerie

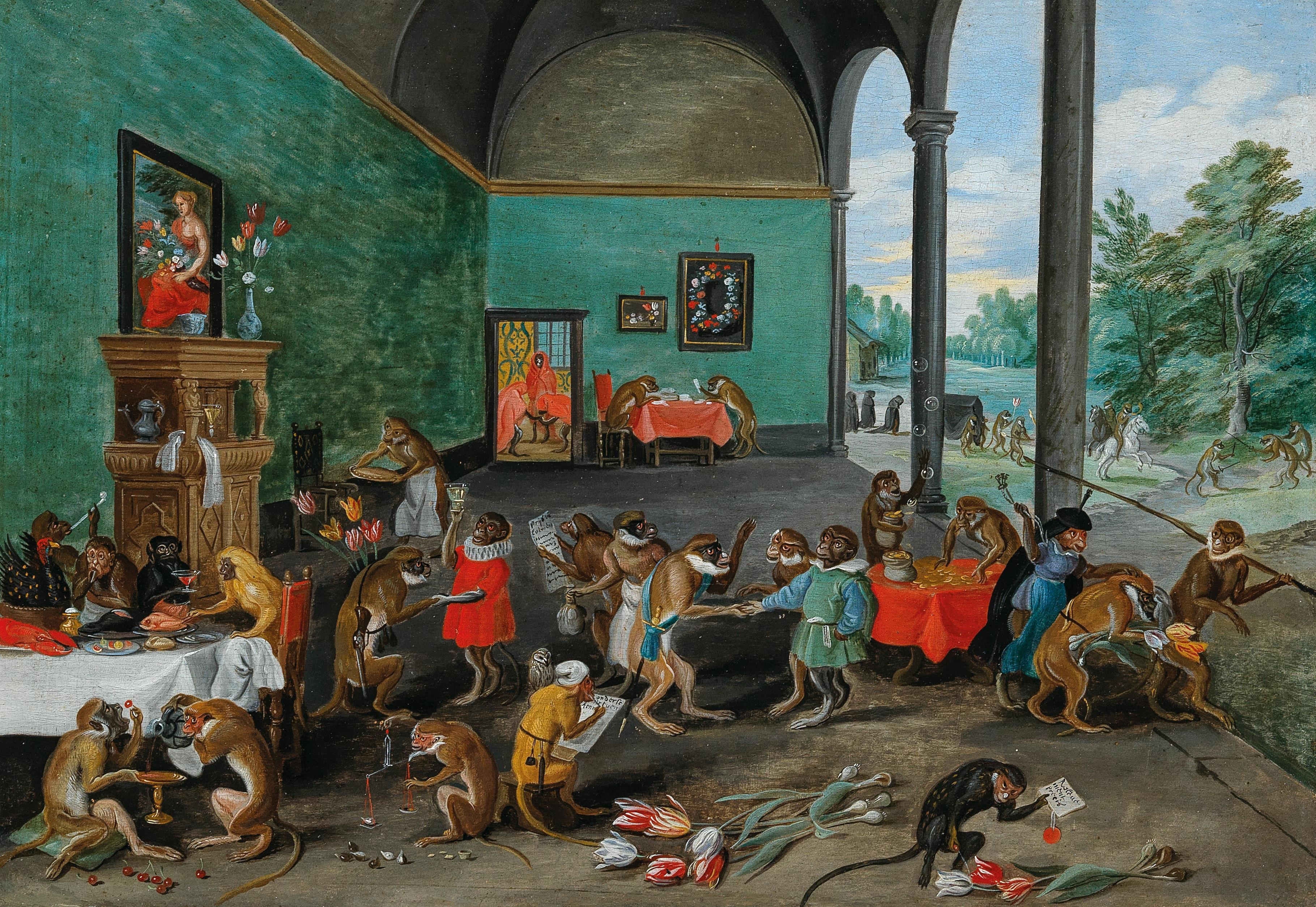
Jan Brueghel d. J. (zugeschrieben): Allegorie der Tulpenmanie, Öl auf Holz, 25,5 × 36,0 cm, versteigert im Juni 2020 im Dorotheum, Wien
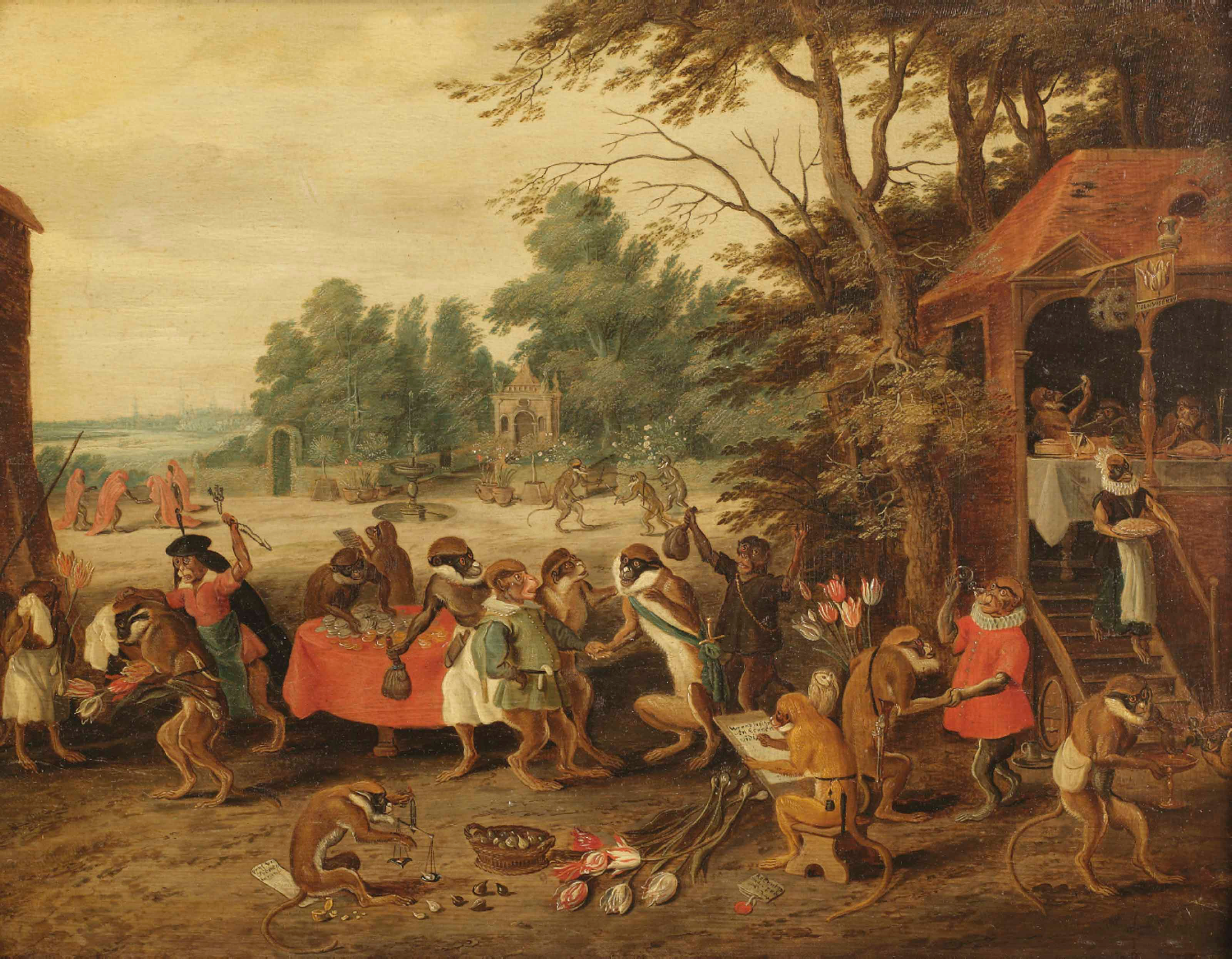
Jan Brueghel d. J. (oder Werkstatt ?): Allegorie der Tulpenmanie, Öl auf Holz, 33 × 43,7 cm, versteigert im Mai 2013 bei Christie’s

## Historischer Hintergrund

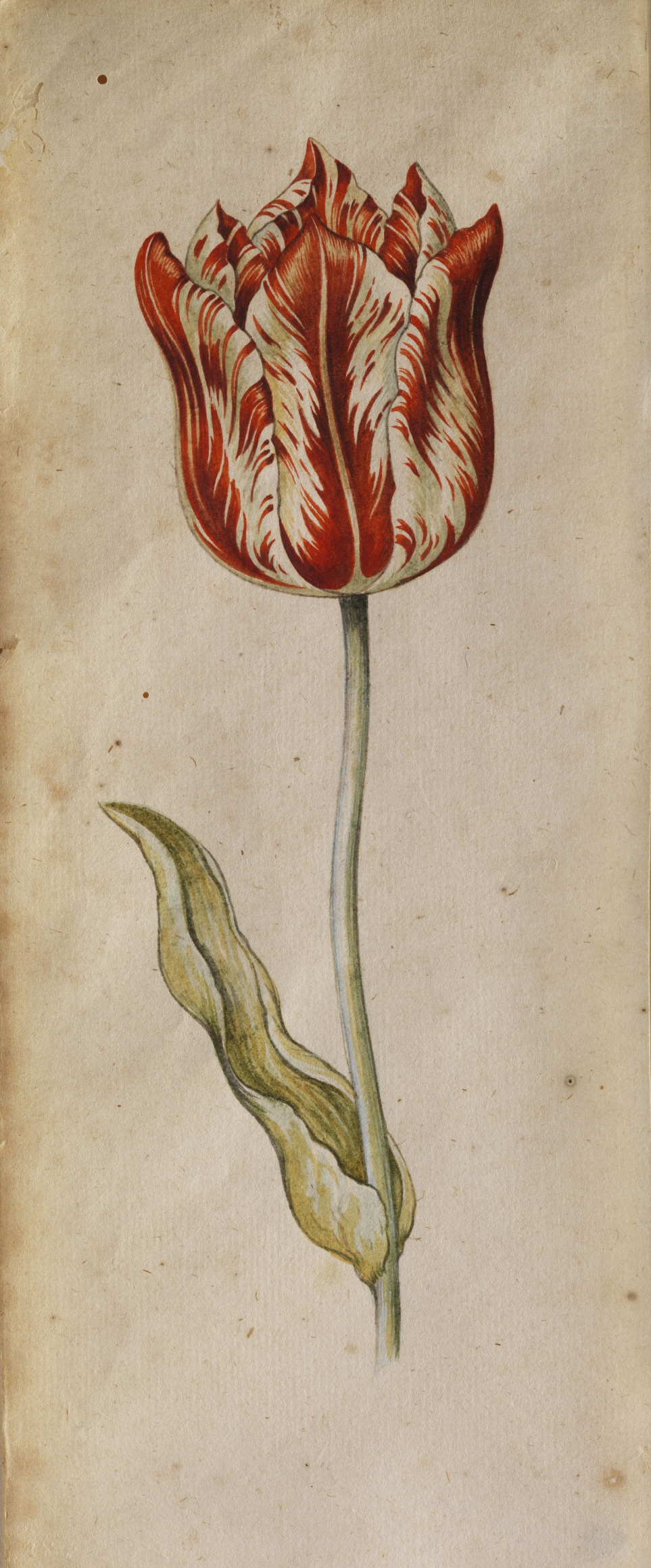
Semper Augustus, Gouache von Theunis Claesz, 17. Jh.

Die Tulipomanie, auch genannt Tulpenwahn, Tulpenfieber oder Tulpenhysterie war eine kurze Periode im Goldenen Zeitalter der Niederlande, in der Tulpenzwiebeln zum Spekulationsobjekt wurden. Am Höhepunkt des Tulpenwahns erreichten etwa 1633 in Hoorn drei seltene Tulpenzwiebeln den Gegenwert eines Hauses, 1637 kam es zu einem raschen Preisverfall mit empfindlichen finanziellen Einbußen für die Spekulanten. Die Tulpenmanie wird als die erste Spekulationsblase der Wirtschaftsgeschichte angesehen.
Die wertvollste Tulpenart war die Semper Augustus, die Anfang 1637 für einen Preis von 10.000 Gulden gehandelt wurde. Breughels Bild ist reich mit dieser Tulpensorte bestückt.